# 朱嘎站
朱嘎站，位于中华人民共和国贵州省毕节市威宁彝族回族苗族自治县小海镇朱嘎村，是内昆铁路上的火车站，建于2002年，由成都铁路局管辖。本站和相邻的李子沟站之间是全长5149米的朱嘎隧道，该隧道是内昆铁路全线最长的高瓦斯隧道。

## 业务办理
不办理货运业务。

## 歷史
- 建于2002年。

## 外部連結
- 中国铁路客户服务中心 （页面存档备份，存于）